# Muhlenbergia sylvatica
Muhlenbergia sylvatica là một loài thực vật có hoa trong họ Hòa thảo. Loài này được Torr. mô tả khoa học đầu tiên năm 1834.